# Phygadeuon curviscapus
Phygadeuon curviscapus är en stekelart som beskrevs av Thomson 1889. Phygadeuon curviscapus ingår i släktet Phygadeuon och familjen brokparasitsteklar. Arten är reproducerande i Sverige. Inga underarter finns listade i Catalogue of Life.